# Beka Tugushi
Beka Tugushi (Tiflis, 24 de enero de 1989) es un ex-futbolista georgiano que jugaba en la demarcación de extremo.

## Selección nacional
Hizo su debut con la selección de fútbol de Georgia en un partido amistoso contra Uzbekistán que finalizó con un resultado de empate a dos tras los goles de Teimuraz Shonia y Saba Lobjanidze para Georgia, y un doblete de Eldor Shomurodov para Uzbekistán.

## Clubes
| Club                    | País      | Año       | Partidos | Goles |
| ----------------------- | --------- | --------- | -------- | ----- |
| FC KooTeePee            | Finlandia | 2010-2011 | 12       | 4     |
| PK-35 Vantaa            | Finlandia | 2011      | 4        | 1     |
| FC Kolkheti-1913 Poti   | Georgia   | 2012      | 17       | 3     |
| FC Torpedo Kutaisi      | Georgia   | 2012-2013 | 31       | 6     |
| FC Metalurgi Rustavi    | Georgia   | 2013      | 6        | 0     |
| FC Zestafoni            | Georgia   | 2014      | 0        | 0     |
| FC Torpedo Kutaisi      | Georgia   | 2014-2015 | 21       | 3     |
| Ethnikos Achna FC       | Chipre    | 2015-2016 | 8        | 0     |
| FC Torpedo Kutaisi      | Georgia   | 2016-2018 | 60       | 8     |
| FC Samtredia            | Georgia   | 2018      | 16       | 2     |
| FC Guria Lanchkhuti     | Georgia   | 2019      | 12       | 2     |
| FC Samgurali Tskhaltubo | Georgia   | 2020      | 1        | 0     |
| FC Torpedo Kutaisi      | Georgia   | 2020      | 7        | 0     |